# Футбольная горячка
«Футбольная горячка» (англ. Fever Pitch) — роман английского писателя Ника Хорнби о роли футбола как социального явления в жизни отдельно взятого человека.

## Сюжет
Главный герой книги анализирует свою жизнь через призму болезненного увлечения футболом. Каждое событие в его жизни, прежде всего, связано с одним из футбольных матчей любимого клуба, ведь он Болельщик, каких поискать, и кроме футбола в его жизни нет места практически ничему другому.
В романе масса отсылок к истории игр и чемпионатов второй половины XX века, но, несмотря на это, книга будет интересна не только болельщикам. Ведь на этом примере писатель рассказывает о роли любого хобби в жизни современного человека — с одной стороны, целиком отдавшись любимому увлечению, герой начинает жить оригинальнее и интереснее обычных смертных, с другой, благодаря этой страсти он застревает в детстве и с трудом идет на контакт с другими людьми. Но его любимый «Арсенал» порой побеждает соперников, а укрощенная футбольная горячка бодрит гораздо сильнее.
«Футбольная горячка» — это попытка критически взглянуть на своё наваждение; попытка исследовать, что значит для нас футбол; это книга о том, что значит быть фанатом.